# Aleksandr Fiódorovitx Avdéiev
Aleksandr Fiódorovitx Avdéiev (rus: Александр Фёдорович Авдеев; 23 de juliol de 1917 – 12 d'agost de 1942) va ser un as de l'aviació soviètica de la Gran Guerra Patriòtica, amb 13 victòries aèries. Participà en la Guerra Sovièticofinesa de 1939-40 i en la Gran Guerra Patriòtica. El 10 de febrer de 1943 va rebre el títol d'Heroi de la Unió Soviètica.

## Biografia
Avdéiev va néixer al poble de Bolxaia Talinka, a l'oblast de Tambov. Durant la dècada de 1930 la seva família es traslladà a Liublino. Allà es graduà a l'escola-taller d'una fàbrica i treballà com a obrer metal·lúrgic a una foneria. Després del treball assistia a un club aeri a Podolsk. El 1938 s'uní a l'Exèrcit Roig i estudià al Col·legi Aeri Militar de Borisoglebsk.

### La Gran Guerra Patriòtica
Des de l'inici de la Gran Guerra Patriòtica serví al Front de Leningrad amb el 153 IAP com a leitenant, sent posteriorment promogut a Starxi Leitenant. El 1941 reclamà 7 victòries aèries en 189 missions. Pilotant un biplà Polikarpov I-153 va abatre el futur as alemany Walter Nowotny del JG 54 sobre Saaremaa el 19 de juliol de 1941, mentre que aquest volava amb un Bf 109 E-7 sobre la badia de Riga. En aquella missió l'avió d'Avdéiev també resultà abatut i passà un mes a l'hospital a causa de les ferides ocasionades per l'impacte.
L'agost de 1942 servia com a pilot d'un P-39 Airacobra al Front de Vorónej. El 12 d'agost de 1942 va ser el primer pilot d'Airacobra que va fer servir un atac d'impacte per abatre un enemic. La seva víctima possiblement va ser el Fw. Franz Schulte del 6./JG 77, un as amb 46 victòries. Ambdós pilots van ser enterrats a Novaia Usman, un poble prop de Vorónej.

## Condecoracions
Heroi de la Unió Soviètica
 Orde de Lenin
 Orde de la Bandera Roja
 Orde de l'Estrella Roja